# Бубнівська сільська рада (Володимир-Волинський район)
Бу́бнівська сільська́ ра́да — колишня адміністративно-територіальна одиниця та орган місцевого самоврядування в Володимир-Волинському районі Волинської області. Адміністративний центр — село Бубнів.
Згідно з рішенням Волинської обласної ради № 36/4 від 14 серпня 2015 року сільська рада увійшла до складу Зимнівської об'єднаної сільської територіальної громади з центром у селі Зимне Володимир-Волинського району Волинської області. Натомість створено Бубнівський старостинський округ при Зимнівській сільській громаді.

## Загальні відомості
Станом на 2001 рік:
- Територія ради: 5,197 км²
- Населення ради: 1229 осіб
- Дворів (квартир): 333, з них 17 нових (після 1991 р.)

## Населені пункти
До жовтня 2015 року сільській раді були підпорядковані населені пункти:
- с. Бубнів
- с. Маркостав
- с. Черчичі
- с. Руснів

## Населення
Згідно з переписом УРСР 1989 року чисельність наявного населення села становила 1217 осіб, з яких 560 чоловіків та 657 жінок.
За переписом населення України 2001 року в селі мешкало 1219 осіб.

### Мова
Розподіл населення за рідною мовою за даними перепису 2001 року:
| Мова       | Відсоток |
| ---------- | -------- |
| українська | 99,10 %  |
| російська  | 0,65 %   |
| білоруська | 0,16 %   |
| вірменська | 0,08 %   |

## Господарська діяльність
В Бубнівській сільській раді працює 3 школи: 1 — середня та 2 — початкові, 2 клуби, 2 бібліотеки, 4 медичних заклади, відділення зв'язку, АТС на 25 номерів, 6 торговельних закладів.
На території сільської ради доступні такі телеканали: УТ-1, УТ-2, 1+1, Інтер, СТБ, Обласне телебачення. Радіомовлення здійснюють Радіо «Промінь», Радіо «Світязь», Радіо «Луцьк».
Всі села сільської ради газифіковані. У всіх селах наявні дороги з твердим покриттям, проте стан їх незадовільний.

## Адреса сільської ради
44754, Волинська обл., Володимир-Волинський р-н, с. Бубнів, вул. Центральна, 8

## Склад ради
Рада останнього скликання складалась з 16 депутатів та голови.
- Голова ради: Романюк Олександр Петрович
- Секретар ради: Головенко Ольга Леонідівна

### Керівний склад попередніх скликань
| Прізвище, ім'я, по батькові | Основні відомості                                                                          | Дата обрання | Дата звільнення |
| --------------------------- | ------------------------------------------------------------------------------------------ | ------------ | --------------- |
| Романюк Олександр Петрович  | Сільський голова, 1972 року народження, освіта вища                                        | 26.03.2006   | 31.10.2010      |
| Романюк Олександр Петрович  | Сільський голова, 1972 року народження, освіта вища, член політичної партії «Наша Україна» | 31.10.2010   | 25.10.2015      |

Примітка: таблиця складена за даними сайту Верховної Ради України

### Депутати VI скликання
За результатами місцевих виборів 2010 року депутатами ради стали:

#### За суб'єктами висування
| Суб'єкт висування                                       | Кількість обраних депутатів | %    |
| ------------------------------------------------------- | --------------------------- | ---- |
| Політична партія Всеукраїнське об'єднання «Батьківщина» | 10                          | 62,5 |
| Самовисування                                           | 5                           | 31,3 |
| Політична партія «Сильна Україна»                       | 1                           | 6,3  |

#### За округами
| № округу                                                | Прізвище, ім'я, по батькові    | Дата визнання обраним | Освіта  | Партійна приналежність                        | Відомості про обраного депутата                     |
| ------------------------------------------------------- | ------------------------------ | --------------------- | ------- | --------------------------------------------- | --------------------------------------------------- |
| Політична партія Всеукраїнське об'єднання «Батьківщина» |                                |                       |         |                                               |                                                     |
| 2                                                       | Головенко Олег Федорович       | 01.11.2010            | середня | член Всеукраїнського об'єднання «Батьківщина» | магазин «Техносвіт», експедитор                     |
| 3                                                       | Головенко Любов Василівна      | 01.11.2010            | вища    | член Всеукраїнського об'єднання «Батьківщина» | Бубнівська загальноосвітня школа І-ІІІ ст., вчитель |
| 5                                                       | Головенко Олександр Федорович  | 01.11.2010            | вища    | член Всеукраїнського об'єднання «Батьківщина» | тимчасово не працює                                 |
| 6                                                       | Проскура Микола Володимирович  | 01.11.2010            | вища    | член Всеукраїнського об'єднання «Батьківщина» | Львівська залізниця, монтер                         |
| 7                                                       | Степанюк Леся Василівна        | 01.11.2010            | середня | член Всеукраїнського об'єднання «Батьківщина» | будинок культури с. Бубнів, директор                |
| 8                                                       | Панасюк Любов Василівна        | 01.11.2010            | середня | член Всеукраїнського об'єднання «Батьківщина» | пенсіонер                                           |
| 11                                                      | Головенко Вея Миколаївна       | 01.11.2010            | середня | член Всеукраїнського об'єднання «Батьківщина» | пенсіонер                                           |
| 13                                                      | Володіна Наталія Миколаївна    | 01.11.2010            | вища    | член Всеукраїнського об'єднання «Батьківщина» | Бубнівська загальноосвітня школа І-ІІІ ст., вчитель |
| 14                                                      | Гуль Ярослав Андрійович        | 01.11.2010            | середня | член Всеукраїнського об'єднання «Батьківщина» | приватний підприємець                               |
| 15                                                      | Денисюк Наталія Іванівна       | 01.11.2010            | середня | член Всеукраїнського об'єднання «Батьківщина» | тимчасово не працює                                 |
| Політична партія «Сильна Україна»                       |                                |                       |         |                                               |                                                     |
| 4                                                       | Головенко Ольга Леонідівна     | 01.11.2010            | вища    | позапартійна                                  | Бубнівська сільська рада, секретар                  |
| Самовисування                                           |                                |                       |         |                                               |                                                     |
| 1                                                       | Головенко Віктор Васильович    | 01.11.2010            | вища    | член Партії регіонів                          | приватний підприємець                               |
| 9                                                       | Гриневич Тамара Федорівна      | 01.11.2010            | середня | член Партії регіонів                          | тимчасово не працює                                 |
| 10                                                      | Войтюк Алла Олександрівна      | 15.11.2010            | вища    | член Всеукраїнського об'єднання «Батьківщина» | Руснівська загальноосвітня школа І ст., директор    |
| 12                                                      | Кривенчук Віктор Володимирович | 01.11.2010            | вища    | член Партії регіонів                          | фельдшерсько-акушерський пункт с. Руснів, завідувач |
| 16                                                      | Бойко Микола Сафонович         | 01.11.2010            | середня | член Єдиного Центру                           | тимчасово не працює                                 |